# Cytherura fiscina
Cytherura fiscina är en kräftdjursart som beskrevs av Garbett och Rosalie F. Maddocks 1979. Cytherura fiscina ingår i släktet Cytherura och familjen Cytheruridae. Inga underarter finns listade i Catalogue of Life.